# Desplaçament de fase diürn
En telecomunicacions, un desplaçament de fase diürn és el canvi de fase dels senyals electromagnètics associats amb canvis diaris en la ionosfera. Els canvis importants normalment ocorren durant la sortida o la posta de sol en punts crítics al llarg de la trajectòria de propagació de les ones electromagnètiques. Els desfasaments significatius poden ocórrer quan una àrea de reflexió de la trajectòria està subjecta a una gran variació de marea. En sistemes de cables, els desfasaments significatius es poden ocasionar per la variació de la temperatura diürna.